# Комар Олександр Іванович
Комар Олександр Іванович (10 квітня 1939, м. Носівка Чернігівської області — 5 травня 2001, там же) — голова Виконкому Носівськоі районної Ради, представник Президента України у Носівському районі, глава Носівськоі районної державної адміністрації, почесний громадянин Носівки.
Здобувши у скрутних матеріальних умовах спочатку середню спеціальну, а згодом і вищу агрономічну освіту, став фахівцем у колгоспі Кірова, керівником колгоспу «Шлях Ілліча».
За радянських часів упродовж багатьох років був заступником голови райвиконкому — головою планової комісії Носівського райвиконкому. На початку часів державної незалежності України — голова Виконкому Носівськоі районної Ради, представник Президента України у Носівському районі, глава Носівськоі районної державної адміністрації.
Ініціатор і натхненник газифікації м. Носівка та сіл району. За його ініціативою у Носівці було споруджено консервний цех, газову АЗС, поліклініку, ряд інших побутово-господарських об‘єктів у місті та районі.

## Життєпис
Народився в сім'ї колгоспника. Батько — Іван Григорович Комар, 1913 р.н., загинув під час Другої світової війни (1942 р.). Мати — Анастасія Євдокимівна Комар (Шаулко), 1913 р.н., померла у 1988 р.
1946—1956 р.р. — учень Степово-Хутірської середньої школи.
1956—1957 р.р. — учень Ніжинської обліково-бухгалтерської школи.
07.1957 — 11.1959 р.р. — обліковець комплексної бригади колгоспу імені Кірова, м. Носівка
11.1959 — 10.1962 р.р. — строкова служба у лавах радянської армії.
11.1962 — 06.1973 р.р. — плановик-економіст, заступник головного бухгалтера, секретар партійної організації колгоспу імені Кірова
1962—1970 р.р. — навчання на заочному відділенні Української сільськогосподарської академії, м. Київ
06.1973 — 10.1977 р.р. — голова райплану виконкому Носівської районної ради
10.1977 — 01.1981 р.р. — голова колгоспу «Шлях Ілліча», с. Яблунівка Ніжинського району
01.1981 — 07.1991 р.р. — заступник голови виконкому Носівської районної Ради з питань будівництва
07.1991 — 04.1992 р.р. — голова виконкому Носівської районної Ради
04.1992 — 07.1995 — представник Президента України у Носівському районі
09.1995 — 1998 — голова Носівської районної державної адміністрації
Помер 5.05.2001 р.

## Відзнаки
Найвищою нагородою для Олександра Івановича Комара стало визнання його першим Почесним громадянином міста Носівка (посмертно).

## Джерело
- Лариса Сай-Боднар. Не зміліє батьківська криниця // Носівські вісті. — № 7 травня 2016. Посилання [Архівовано 4 Травня 2021 у Wayback Machine.]